# (21008) 1988 PE
1988 بي إي (ويعرف أيضًا باسم (21008) 1988 بي إي وفق تسمية الكوكب الصغير) (بالإنجليزية: 1988 PE)‏ هو كويكب ضمن حزام الكويكبات؛ وترتيبه 21008 من حيث الاكتشاف.
اكتُشف هذا الجُرم الفلكي بواسطة اليانور إف. هيلين في 9 أغسطس 1988.

## وصلات خارجية
- (21008) 1988 PE في قاعدة بيانات مختبر الدفع النفاث لأجرام النظام الشمسي الصغيرة

- الاكتشاف · مخطط المدار ·  العناصر المدارية · المعلمات المادية

- (21008) 1988 PE على موقع ويكي سكاي: DSS2, SDSS, GALEX, IRAS, Hydrogen α, X-Ray, Astrophoto, Sky Map, Articles and images